# Chrysso nigrosterna
Chrysso nigrosterna là một loài nhện trong họ Theridiidae.
Loài này thuộc chi Chrysso. Chrysso nigrosterna được Eugen von Keyserling miêu tả năm 1891.